# Actinophyma
Actinophyma is een geslacht van uitgestorven zee-egels uit de familie Phymosomatidae.

## Soorten
- Actinophyma spectabile Cotteau & Gauthier, 1895